# 兩江新上站
兩江新上站（韓語：량강신상역）是朝鮮民主主義人民共和國两江道金正淑郡新上里的一個鐵路車站，属于北部内陆线。

## 历史
- 1987年11月27日，落成使用。

## 邻近车站
北部内陆线
珉湯站 - 兩江新上站 - 丰阳站